# Var 83
Var 83是一颗位于三角座三角座星系（M33）的高光度蓝变星。它的热星等为±2,200,000太阳光度，绝对星等-11.1，是目前已知光度最亮的恒星之一。 